# Deretin
Deretin (en serbe cyrillique : Деретин) est un village de Serbie situé dans la municipalité d’Ivanjica, district de Moravica. Au recensement de 2011, il comptait 180 habitants.

## Démographie

### Évolution historique de la population
| 1948 | 1953 | 1961 | 1971 | 1981 | 1991 | 2002 | 2011 |
| ---- | ---- | ---- | ---- | ---- | ---- | ---- | ---- |
| 702  | 731  | 619  | 531  | 472  | 346  | 259  | 180  |

|  |